# Polystichum muenchii
Polystichum muenchii là một loài thực vật có mạch trong họ Dryopteridaceae. Loài này được (Christ) C. Chr. miêu tả khoa học đầu tiên năm 1906.